# Vérhalom
Vérhalom Budapest egyik városrésze a II. kerületben, a Ferenc-hegy déli lejtőjén.

## Fekvése
Határai: Törökvész út  a Kapy utcától -   Ferenchegyi út –  Pusztaszeri út – Cimbalom utca – Vérhalom tér az északi, keleti és déli épületek kivételével  - Vérhalom utca – Alsó Törökvész út – Bogár utca – Endrődi Sándor utca – Endrődi Sándor köz – Gárdonyi Géza utca - Kapy utca a Törökvész útig.

## Története
Nevét 1847-ben kapta az addigi Franzisciberg helyett.
Többféle, meg nem erősített hagyomány fűződik e területhez: állítólag itt temették el Hédervári Kont Istvánt, aki Luxemburgi Zsigmond magyar király ellen szőtt sikertelen összeesküvést. Egy másik hagyomány szerint szintén itt földelték el az 1457. március 16-án kivégzett Hunyadi Lászlót, mielőtt testét Gyulafehérvárra szállították volna. Egy harmadik legenda azt meséli, hogy Martinovics Ignácot és az összeesküvés többi áldozatát is itt helyezték örök nyugalomra.